# 也门议会
也门议会（羅馬化：Barlaman alyaman）是也门的国家立法机关，成立于1990年，由众议院（下议院）和协商会议（上议院）组成。